# شو یانمی
شو یانمی (انگلیسی: Xu Yanmei؛ زادهٔ ۹ فوریهٔ ۱۹۷۱) شیرجه‌رو اهل چین است. از افتخارات وی میتوان به کسب مدال سکو ۱۰ متر در بازی‌های المپیک تابستانی ۱۹۸۸ اشاره کرد.